# Alucita myriodesma
Alucita myriodesma is een vlinder uit de familie van de waaiermotten (Alucitidae). De wetenschappelijke naam van de soort is voor het eerst geldig gepubliceerd in 1929 door Meyrick.
De soort komt voor in tropisch Afrika.